# Hans-Ulrich Grapenthin
Hans-Ulrich Grapenthin (n. 2 septembrie 1943, Wolgast, Republica Democrată Germană, Germania) este un fotbalist german, medaliat olimpic. A participat la o ediție a Jocurilor Olimpice (1976) în care a câștigat o medalie de aur.

## Participări
Lista de mai jos prezintă principalele competiții la care a participat Hans-Ulrich Grapenthin de-a lungul carierei.
- fotbal la Jocurile Olimpice de vară din 1976[*]